# Craterocephalus centralis
Craterocephalus centralis är en fiskart som beskrevs av Crowley och Ivantsoff, 1990. Craterocephalus centralis ingår i släktet Craterocephalus och familjen silversidefiskar. IUCN kategoriserar arten globalt som nära hotad. Inga underarter finns listade i Catalogue of Life.